# Escamillo
Escamillo – singel polskiej piosenkarki Nataszy Urbańskiej, wydany w kwietniu 2014 roku na debiutanckim albumie studyjnym artystki zatytułowanym One z tegoż roku. Piosenka została napisana przez Seweryna Krajewskiego i Zofią Kondracką.
Teledysk do piosenki miał swoją premierę 7 kwietnia 2014 roku. Reżyserem klipu został Janusz Józefowicz, będący prywatnie mężem Urbańskiej. Realizacją zdjęć zajął się syn reżysera, Jakub. Teledysk nie dorównał popularności klipu do poprzedniego singla z płyty – „Rolowanie”
Utwór opowiada o „kobiecie marzącej o wolnej i dzikiej miłości”.